# Zinoro
Zinoro (chinesisch: 之诺, übersetzt: „Das Versprechen“) ist eine Automarke von BMW Brilliance Automotive, einem 2003 entstandenen Gemeinschaftsunternehmens zwischen BMW und Brilliance China Automotive Holdings aus Shenyang. Die Marke wurde auf der Auto Shanghai im April 2013 vorgestellt und ist auf Elektroautos spezialisiert.
Produktion und Vermarktung waren im Juli 2020 nicht mehr bekannt. Die Internetseite hat im Bereich Nachrichten den jüngsten Beitrag vom 15. Juni 2018.

## Fahrzeuge

### Zinoro 1E (2014–2016)

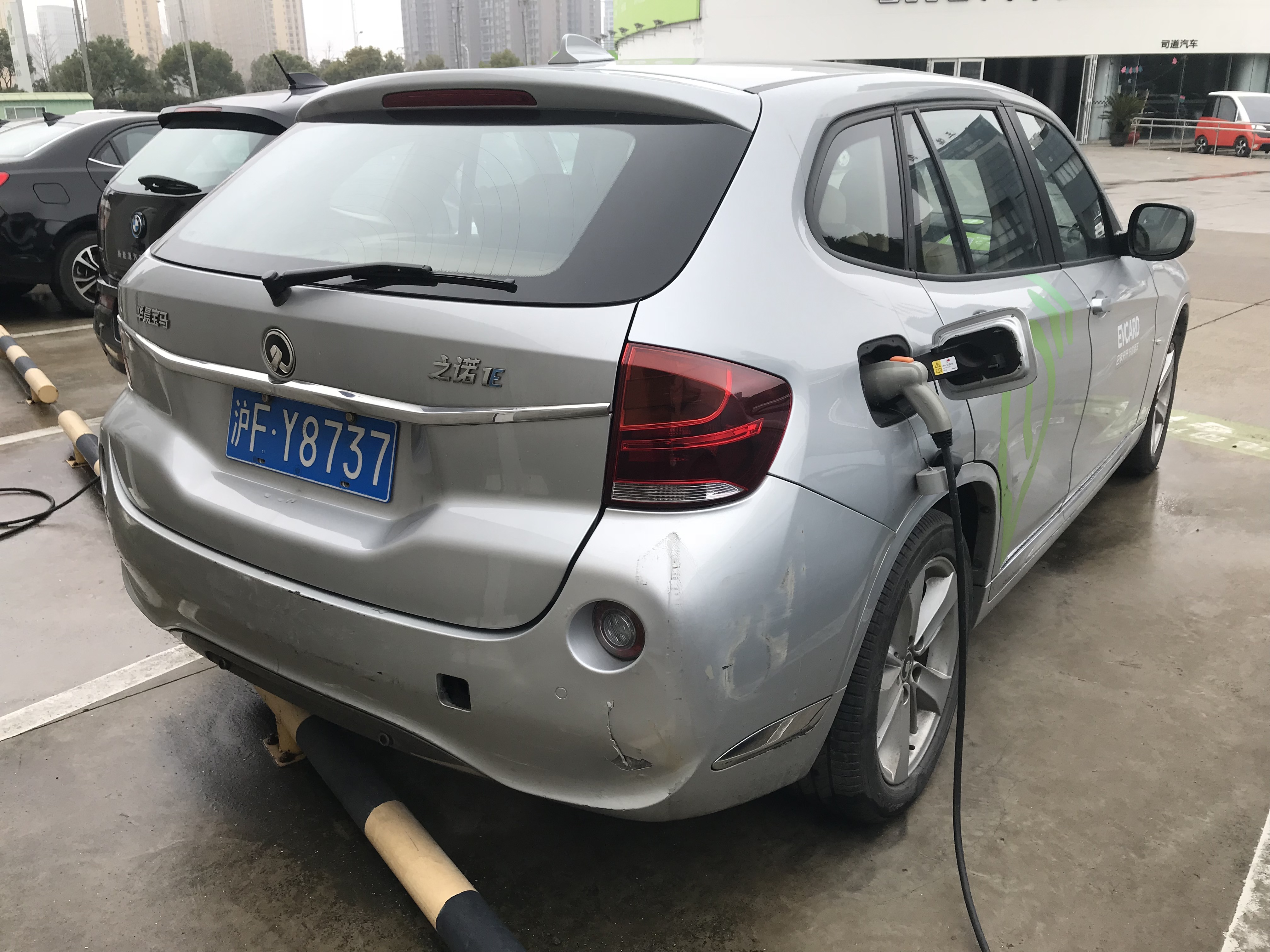
Zinoro 1E (2014–2016)

Der Zinoro 1E (之诺1E) ist das erste Fahrzeug der Marke. Es basiert auf der ersten Generation des BMW X1 und wurde nur als Elektroauto angeboten.
Vorgestellt wurde der 1E auf der Guangzhou Auto Show 2013, zwischen 2014 und 2016 wurde das Fahrzeug ausschließlich in Beijing und Shanghai als Leasingfahrzeug vertrieben. Den Antrieb übernimmt der aus dem BMW ActiveE bekannte 125 kW (170 PS) starke Elektromotor. Die Reichweite des 1E wird mit bis zu 150 km angegeben, das Aufladen des Akkus dauert mit einer 16A-Wallbox rund 7,5 Stunden. Die Höchstgeschwindigkeit ist auf 130 km/h elektronisch begrenzt.

### Zinoro 60H (ab 2017)

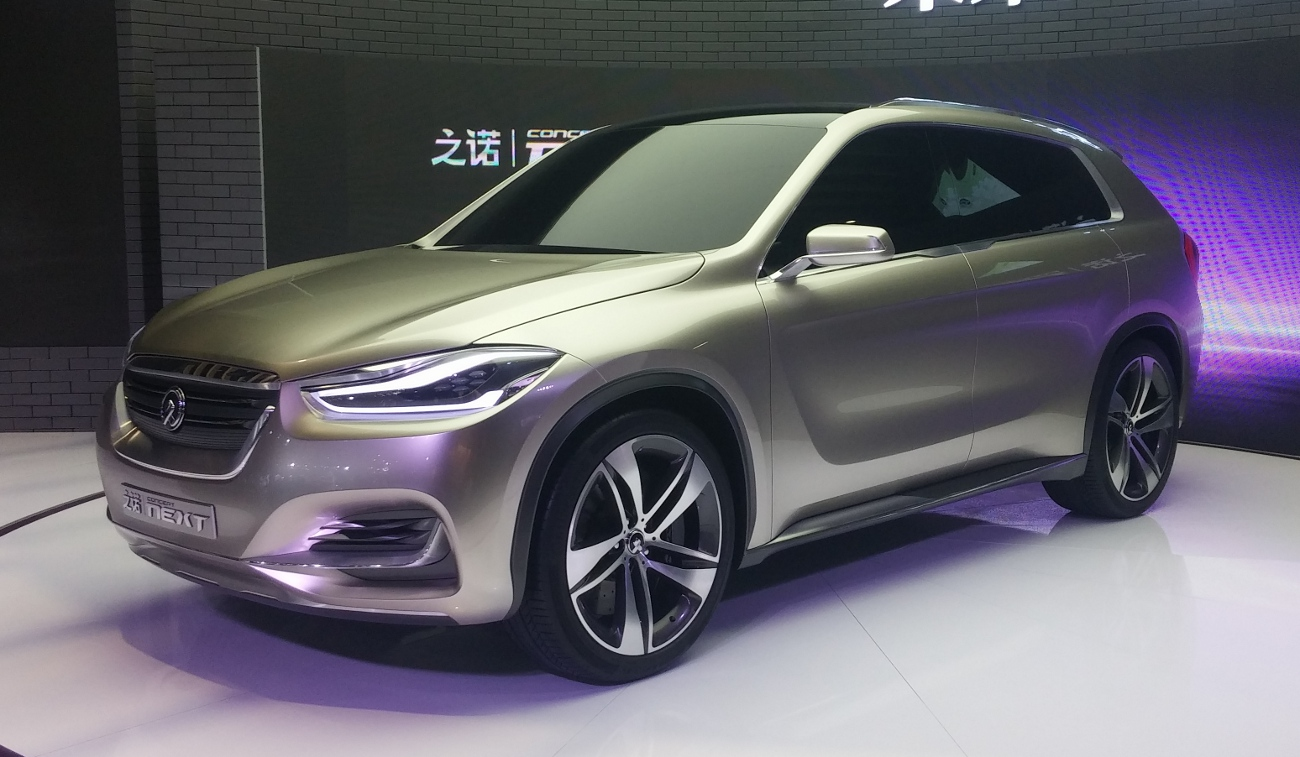
Zinoro Concept Next

Im August 2016 wurden die ersten Bilder des Zinoro 60H (之诺60H) gezeigt. Der Nachfolger des 1E kam im März 2017 auf den chinesischen Markt. Es ist ein Hybridelektrokraftfahrzeug.